# Ельмеланн
Ельмеланн (норв. Hjelmeland) — коммуна в губернии Ругаланн в Норвегии. Административный центр коммуны — город Ельмеланнсвоген. Официальный язык коммуны — нюнорск. Население коммуны на 2016 год составляло 2737 человек. Площадь коммуны Ельмеланн — 1089,44 км², код-идентификатор — 1133.

## История населения коммуны
Население коммуны за последние 60 лет.